# 兴安岭
兴安岭（转写：hinggan dabagan）位于黑龙江两岸，由大、小兴安岭和外兴安岭组成。黑龙江南岸、嫩江以西称大兴安岭，嫩江以东称小兴安岭；黑龙江以北、位于俄罗斯境内的称外兴安岭，俄语称斯塔诺夫山脉。大、小兴安岭北起黑龙江岸，南抵松花江岸和西拉木伦河上游，为中国古老山地之一。古称“东金山”，锡伯语又称“夏恩阿林”、“金阿林”，意为白色山岭，口语急读则音变为“兴阿林”，后演变为兴安岭。海拔300至1,400米左右。大、小兴安岭山体相连，构成黑龙江省北部和东北部的天然屏障。属寒、温带气候，其北段是中国北部最寒冷地区，冬季最低气温摄氏零下50℃左右。森林、矿藏、动植物资源丰富。大兴安岭被誉为“绿色林海”，小兴安岭素有“红松故乡”之称。